# Předposlední leč
Předposledni leč (češko dobesedno Predzadnji »vendar«) je četrti studijski album češke glasbene skupine Banjo Band.
Poleg 14 originalnih skladb vsebuje priredbi pesmi »Ain't Misbehavin« in »What's the Reason« Thomasa Wallerja, »Slušně Vychovana« in »Do hlavy ne!«. Melodija pesmi »Ztratil jsem sako« je enaka melodiji naslovne pesmi filma Sláva, nazdar výletu.

## Seznam skladb
| Stran 1 | Stran 1                               | Stran 1 |
| Št.     | Naslov                                | Dolžina |
| ------- | ------------------------------------- | ------- |
| 1.      | „Zkratky‟                             | 2:14    |
| 2.      | „Ztratil jsem sako‟                   | 2:29    |
| 3.      | „Já mám ráda kompjútr‟                | 2:07    |
| 4.      | „Přitel fořt‟                         | 2:34    |
| 5.      | „Slušně vychovaná‟ (Ain't Misbehavin) | 2:46    |
| 6.      | „Do hlavy ne!‟ (What's the Reason)    | 2:07    |
| 7.      | „Poměrně‟                             | 2:29    |
| 8.      | „Liška podšitá‟                       | 2:15    |

| Stran 2 | Stran 2                                     | Stran 2 |
| Št.     | Naslov                                      | Dolžina |
| ------- | ------------------------------------------- | ------- |
| 1.      | „Lulu z Honolulu‟                           | 2:57    |
| 2.      | „Učitelka boxu‟                             | 2:31    |
| 3.      | „Ty, ty, ty‟                                | 2:25    |
| 4.      | „Píseň o černé tlačence‟                    | 2:50    |
| 5.      | „Já mám boty z umělé hmoty‟                 | 2:18    |
| 6.      | „Až bude mistrovstvi světa v ledním hokeji‟ | 2:42    |
| 7.      | „Máme radio‟                                | 1:55    |
| 8.      | „V ponděli po ránu‟                         | 2:37    |

## Zasedba
- Ivan Mládek – vokal, banjo
- Ivo Pešák – klarinet
- Ladislav Gerendáš – bas trobenta, vokal
- Zdeněk Kalhous – klavir
- Petr Kaňkovský – kitara, vokal
- Václav Dědina – tuba, bas kitara
- Tomáš Procházka – bobni
- Vítězslav Marek – trobenta